# Progetto di ferrovia Rieti-Avezzano
Il progetto della ferrovia Rieti-Avezzano, nota anche come ferrovia della Valle del Salto, fu un progetto relativo alla realizzazione di una linea ferroviaria italiana che avrebbe collegato Rieti ad Avezzano passando per la valle del Salto.
Insieme alla ferrovia Terni-Rieti (entrata in esercizio nel 1883) e alla Avezzano-Roccasecca (entrata in esercizio nel 1902) avrebbe dovuto costituire la Terni-Roccasecca, ossia una dorsale appenninica dell'Italia e un collegamento nord-sud alternativo a quello via Roma. Al contrario dei due tratti citati, la Rieti-Avezzano non venne mai realizzata pur essendo stata più volte progettata ed approvata dal governo, rimanendo l'unico tratto mancante del progetto.

## Storia

### Le origini come linea di importanza nazionale

Il progetto iniziale di cui faceva parte la Rieti-Avezzano: una direttrice nord-sud che accorciasse il percorso e non attraversasse il confine di stato (in)

L'idea di costruire una ferrovia da Terni a Roccasecca o Ceprano risale agli albori della storia ferroviaria Italiana. Infatti sin dagli anni cinquanta dell'Ottocento venne sottolineata da più parti l'importanza di una simile linea, alternativa sia alla dorsale tirrenica che a quella adriatica, in quanto:
- avrebbe avuto un percorso maggiormente baricentrico rispetto a queste ultime;
- sarebbe passata lontano dal mare e pertanto, in caso di guerra, non sarebbe stata attaccabile via nave dal nemico (a differenza delle linee tirrenica ed adriatica);
- avrebbe accorciato notevolmente la distanza tra Firenze (capitale del Regno d'Italia) e Napoli (città più popolosa dello stato), distanza che sarebbe passata dai 633 km della linea passante per Roma e Perugia (all'epoca l'unica ferrovia esistente tra le due città) a 570 km, con un risparmio di 63 km;[1]
- avrebbe evitato completamente il passaggio per lo Stato Pontificio, che anche dopo l'unificazione italiana (1861) continuò ad essere uno stato indipendente e quindi a costituire territorio straniero rispetto al Regno d'Italia. Infatti il transito di convogli italiani nel tratto interno allo Stato Pontificio (Orte-Ceprano) doveva sottostare a rigide restrizioni doganali.[2] Inoltre, i rapporti diplomatici con il Vaticano erano molto tesi e, nel caso di un loro improvviso precipitare, il pontefice avrebbe potuto interrompere le ferrovie passanti per Roma, impedendo i collegamenti tra nord e sud Italia. Dal momento che all'epoca si riteneva che la questione romana non si sarebbe risolta in breve tempo, realizzare una linea alternativa ed interamente all'interno dello stato italiano era considerato fondamentale per assicurare la sicurezza nazionale in caso di conflitto.[3]

Tra i primi a sostenere la necessità della linea per la nazione ci furono il ministro dell'interno Ubaldino Peruzzi, il patriota Carlo Cattaneo e l'ingegnere lombardo Luigi Tatti, che sottolineavano come la Terni-Ceprano costituisse il necessario accorciamento alla Firenze-Perugia-Napoli, che si riteneva destinata a diventare la direttrice ferroviaria più importante d'Italia.
Il riconoscimento di una simile importanza spinse nel 1862 il comune di Rieti ad attivarsi per realizzare uno studio di massima della linea. Nel maggio del 1863 si espresse a favore della linea anche il consiglio provinciale della provincia dell'Umbria (alla quale Rieti all'epoca apparteneva).
La costruzione della linea era caldeggiata anche dall'area napoletana: nel settembre del 1863 il comune di Napoli e la provincia di Terra di Lavoro si appellarono al governo perché la linea venisse costruita al più presto, e diversi giornali napoletani sottolinearono i vantaggi che la Campania ne avrebbe ottenuto. La ferrovia era invece malvista da parte dell'Aquila, la quale mal sopportava che il tracciato potesse escludere il suo circondario; ciononostante, in una riunione di fine 1863, il comune di Rieti riuscì ad ottenere un accordo, che prevedeva che il comune dell'Aquila non avrebbe osteggiato apertamente la ferrovia del Salto.
La provincia dell'Umbria pensò di realizzare la linea dandola in concessione ad una società privata, che si sarebbe occupata sia della costruzione che dell'esercizio; a tale proposito una ditta francese rimasta anonima si dichiarò interessata. Tuttavia la valenza strategica e militare della Terni-Ceprano all'epoca era tale che il governo nazionale preferì seguire la strada di una costruzione interamente a carico dello Stato. Così intorno al 1863 l'esecutivo fece eseguire agli ingegneri del ministero dei lavori pubblici un primo progetto della ferrovia, che prevedeva una lunghezza di 68+200 km e un costo di 63 milioni di lire; più tardi il governo tentò anche di passare alla fase esecutiva, affidandone la concessione ad una società privata che si era impegnata a realizzarla entro tre anni, ma la cosa non ebbe seguito. Nello stesso 1863 il comune di Rieti propose una variante al progetto ministeriale che prevedeva di far partire la ferrovia da Spoleto anziché da Terni, allo scopo di rendere la linea più breve ed economica (viste le minori difficoltà tecniche della forca di Arrone rispetto alla risalita delle Marmore), interessando anche il municipio di Spoleto.
Tuttavia nel 1864, mentre si avvicinava la discussione parlamentare di una legge organica sulle ferrovie, il municipio dell'Aquila tentò di propagandare un progetto alternativo (contravvenendo all'accordo stabilito l'anno precedente): questa linea prevedeva di collegare Spoleto ad Avezzano passando per Norcia, Amatrice, Montereale, L'Aquila e Molina, saltando quindi sia Rieti che la valle del Salto, con una lunghezza totale di 192 km. Il comune di Rieti si oppose al progetto aquilano e pubblicò un ospuscolo ironico che lo metteva in ridicolo, evidenziando le difficoltà orografiche e la non convenienza di tale ferrovia.

### La concessione e lo stallo
Nel 1865, in vista della discussione parlamentare, il comune di Rieti chiese ufficialmente la concessione della ferrovia e inviò a Torino una delegazione incaricata di cercare appoggio parlamentare per la sua costruzione. La spedizione ebbe il successo sperato: infatti la linea venne inclusa nella legge 2279 del 14 maggio 1865, che affidava la sua costruzione in concessione alla società per le Strade Ferrate Romane (SFR); non venne accettata invece la variante da Spoleto proposta dai reatini.
La legge prevedeva che la società presentasse il progetto definitivo entro il 1866, ma la SFR si trovava in una situazione finanziaria molto precaria e non riuscì a redigere nessun progetto entro tale data, bloccando di fatto la realizzazione dell'opera. Questo provocò proteste da parte dei municipi di Rieti, Avezzano e L'Aquila, che presentarono al ministero un reclamo contro il ritardo della società concessionaria; inoltre il deputato Luigi Solidati Tiburzi intervenne sul ministro Jacini e gli amministratori reatini contattarono personalità influenti presso il governo quali il generale Menabrea e il deputato Devincenzi. Il comune di Rieti chiedeva che la concessione alla SFR fosse revocata e che venisse affidata ad un'altra società più solida (affermando anche di averne trovata una disposta ad assumersi l'incarico); tuttavia le sollecitazioni caddero nel vuoto, provocando il timore che la linea fosse uscita dal novero delle priorità del governo. Nel novembre del 1866 il municipio reatino inviò a Firenze una delegazione incaricata di incontrare i ministri del governo, i quali confermarono il loro personale appoggio alla Terni-Ceprano, ma evidenziarono l'impossibilità di procedere alla sua costruzione nell'immediato, a causa della crisi generalizzata in cui si trovavano in quel momento tutte le maggiori società private e della mancanza di fondi in cui si trovava il tesoro pubblico. La costruzione della linea quindi era in stallo, e questo stato di cose venne ufficializzato nel piano economico della SFR approvato dal governo il 30 novembre 1868, in cui la costruzione della ferrovia del Salto era prevista solo come «eventuale».
Le speranze si riaccesero proprio alla fine del 1868, quando una ditta inglese, rappresentata in Italia dal banchiere e ingegnere Lowinger, manifestò l'intenzione di richiedere la concessione per la linea. In seguito alla notizia, gli enti locali cercarono in tutti i modi di facilitare la costruzione della linea: su iniziativa del sindaco di Avezzano Enrico Mattei, molti comuni che sarebbero stati attraversati dalla ferrovia deliberarono di accollarsi il costo per l'esproprio dei terreni, allo scopo di facilitare il governo e la società costruttrice; inoltre la camera di commercio di Foligno presentò al parlamento una petizione a favore della Terni-Ceprano che fu sottoscritta dalle deputazioni provinciali di Perugia e L'Aquila, da 16 municipi e da altre otto camere di commercio dislocate dal sud Italia alla Toscana.

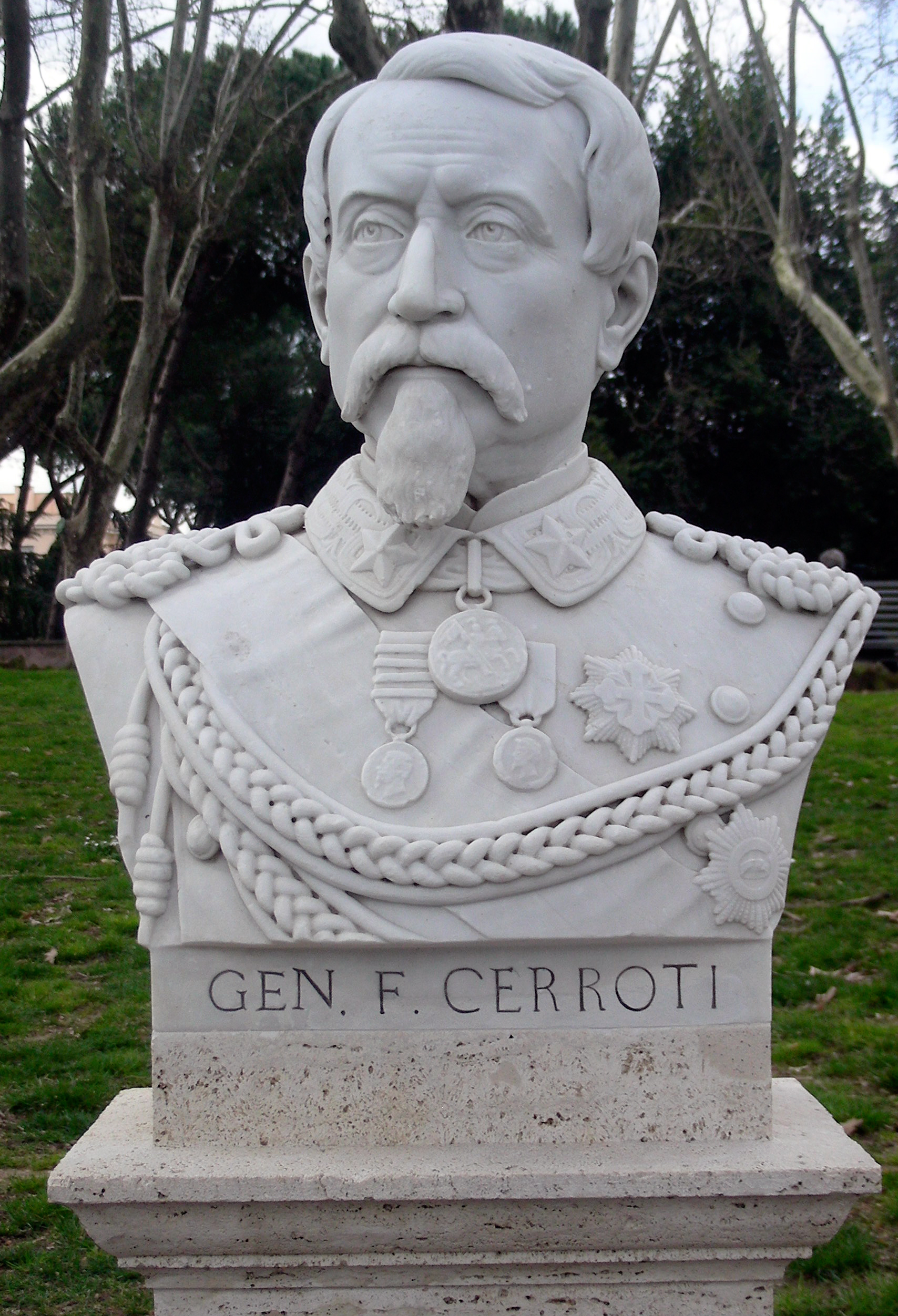
Busto del generale Filippo Cerroti al Gianicolo

Nel settembre del 1869 la ditta ottenne la concessione per effettuare la progettazione della linea, ma contemporaneamente emerse un problema: per il ripido tratto delle Marmore, l'ingegner Lowinger intendeva risparmiare il costo dei trafori applicando il sistema Fell, una tecnica di trazione simile alla cremagliera, che avrebbe ridotto notevolmente la capacità di trasporto della ferrovia. Il comune di Rieti non ostacolò l'iniziativa, ma comunque interpellò il generale Filippo Cerroti chiedendogli di usare la sua influenza per evitare l'applicazione del sistema Fell; però l'intervento di Cerroti fu probabilmente troppo incisivo ed ebbe l'esito di far ritirare la ditta Lowinger, perdendo quindi una concreta opportunità di realizzare la linea. Il generale Cerroti si appassionò al problema e decise di realizzare un nuovo progetto particolareggiato dell'intera dorsale Terni-Ceprano, nonostante il comune di Rieti non lo ritenesse necessario.
Nel 1870 il parlamento si apprestava a discutere una nuova legge ferroviaria e da più parti furono fatte pressioni perché la Terni-Ceprano vi fosse inclusa; in particolare l'ingegnere Coriolano Monti scrisse un articolo in cui dichiarava la Terni-Ceprano «la vera linea longitudinale della penisola» e sosteneva che «non si comprende come si possa fare a meno di una correzione siffatta», criticando il governo per aver messo in second'ordine un progetto tanto fondamentale. Il ministro Jacini si difese sostenendo che l'imperfetto ordinamento ferroviario dell'epoca derivava da un'impostazione ereditata dai governi preunitari, e che i ritardi della Terni-Ceprano derivavano esclusivamente da difficoltà economiche, mentre si diceva d'accordo sull'utilità nazionale di quel tracciato. Nello stesso 1870, il comune di Rieti ideò una nuova iniziativa che consisteva nell'inviare una delegazione lungo il tragitto della ferrovia, con lo scopo di propagandare il progetto in tutte le città incontrate e formare un corteo sempre più numeroso fino a Napoli, dove tra il 6 e l'8 marzo si tenne un grande convegno pro-ferrovia, al quale parteciparono anche il sindaco e il prefetto della città partenopea (che assicurarono il loro appoggio).
La mobilitazione ebbe il successo sperato: infatti, soprattutto grazie all'appoggio del generale Cerroti, la linea venne inserita nella legge ferroviaria del 28 agosto 1870, che la annoverava tra le ferrovie che lo stato avrebbe concesso all'industria privata. La Terni-Ceprano, quindi, sembrava finalmente destinata ad una realizzazione sicura.

### La presa di Roma e il ridimensionamento a linea locale
La soddisfazione per il provvedimento, tuttavia, durò pochissimo e si dimostrò solamente un'illusione: infatti il 20 settembre 1870 (appena 23 giorni dopo la promulgazione della legge), in seguito a dei fortuiti eventi geopolitici internazionali, avvenne la breccia di Porta Pia con cui Roma fu annessa allo stato italiano, divenendone la nuova capitale, e lo Stato Pontificio cessò di esistere.
Questo avvenimento significò la fine dell'importanza nazionale della ferrovia Terni-Ceprano: infatti venne meno la necessità di aggirare il territorio papale, e il fatto che la linea bypassasse Roma (neocapitale dello Stato, città destinata ad acquisire grande importanza) si tramutò da gran vantaggio in grave svantaggio. Rimaneva parzialmente valido il vantaggio di accorciare la distanza Firenze-Napoli, ma questo si otteneva al prezzo di saltare il passaggio per Roma: proprio per evitarlo il governo si orientò su un progetto diverso, decidendo di accorciare il percorso in altro modo, ai danni di Perugia e dell'Umbria che perse la sua "centralità ferroviaria". Infatti nel 1875 venne costruito e aperto al traffico un tratto di ferrovia tra Orte e Terontola, che accorciò il percorso di 58 km (quasi quanti ne avrebbe accorciati la Terni – Ceprano), e andò a costituire l'ultimo tassello della ferrovia Firenze-Roma come la conosciamo oggi.
La Terni-Ceprano manteneva ancora un certo interesse strategico-militare, dal momento che serviva e rendeva più accessibili le importanti industrie belliche di Terni; ma oltre a questo, ormai, la linea aveva solamente un interesse locale e la sua utilità sarebbe stata limitata allo sviluppo economico della valle del Salto. Questo rese l'obiettivo molto più difficile e ambizioso, ma nonostante ciò gli enti locali continuarono a chiederne la costruzione, pur senza gli entusiasmi iniziali.

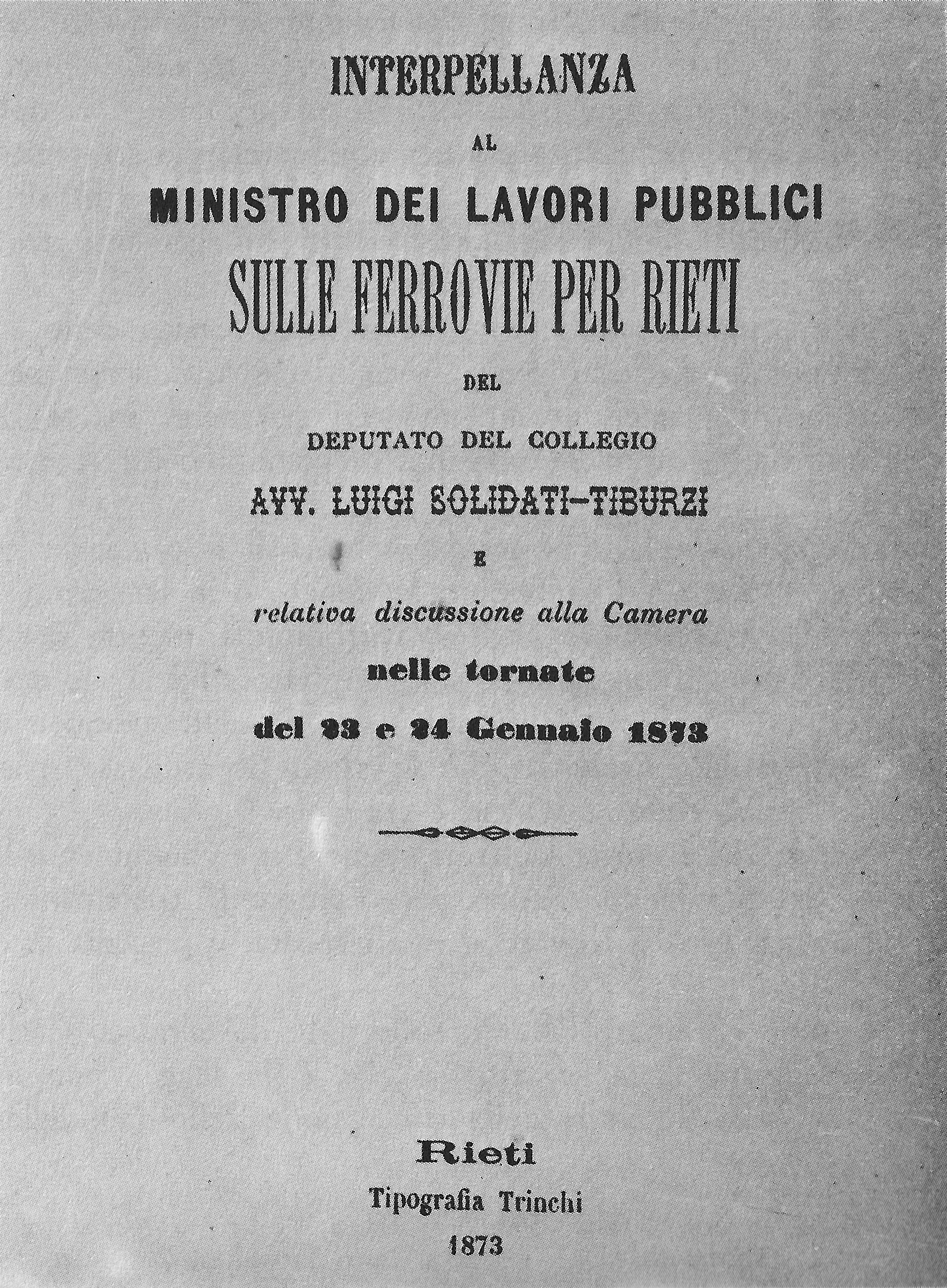
L'interrogazione del Tiburzi

La costruzione della linea fu nuovamente chiesta nel 1873 dal deputato reatino Luigi Solidati Tiburzi, in un'interrogazione al ministro dei lavori pubblici, e nel 1877 dal deputato napoletano Nicola Marselli, in un'interrogazione al ministro della guerra che sottolineava l'importanza militare della linea del Salto.
Due anni più tardi, la legge Baccarini del 29 luglio 1879 accolse finalmente la costruzione del tronco Terni-Rieti (lavori completati nel 1883) e del tronco Avezzano-Roccasecca (lavori completati nel 1902), ma non del tratto Rieti-Avezzano.
Il comune di Rieti tornò a chiedere ufficialmente la costruzione della linea del Salto nel 1885 e nel 1901, ma senza alcun esito. Nel 1908 il municipio reatino fece un ulteriore tentativo: venne realizzato un nuovo progetto da parte dell'ingegnere ascolano Venceslao Amici, che fu approvato dal consiglio superiore dei Lavori Pubblici e ottenne anche l'appoggio della famiglia Torlonia; tuttavia gli scarsi riscontri da parte dei comuni del Cicolano e lo scoppio della prima guerra mondiale portarono anche questa occasione ad un nulla di fatto.

### La costruzione della diga e il naufragio del progetto
Nel 1915 il terremoto della Marsica rase al suolo Avezzano, che dopo Rieti costituiva il secondo maggiore centro servito dall'ipotizzata ferrovia, e danneggiò gravemente molti abitati della valle del Salto; alcuni dei promotori del progetto rimasero essi stessi uccisi. Inoltre, dopo il primo conflitto mondiale, l'uso militare degli aerei annullò anche le motivazioni militari e strategiche che rimanevano a favore del completamento della linea del Salto, dal momento che le ferrovie lontane dal mare potevano essere bombardate con uguale facilità di quelle costiere.
L'ultimo tentativo in assoluto di realizzare la ferrovia del Salto si deve al comune di Avezzano e risale al periodo 1920-1924, con la realizzazione di un nuovo progetto da parte della ditta Pietro Cidonio S.p.A.
Nel primo dopoguerra, tuttavia, era allo studio anche un altro grande progetto ingegneristico nella valle del Salto: quello della costruzione di una diga lungo il fiume Salto, allo scopo di produrre energia idroelettrica ed evitare le inondazioni della Piana di Rieti. Il progetto della diga e quello della ferrovia erano due alternative antitetiche e incompatibili tra loro, poiché la creazione di un lago artificiale avrebbe sommerso la valle dove era previsto il passaggio della ferrovia; uno solo dei due progetti avrebbe potuto vedere la luce.
Con l'avvento del fascismo, il progetto della diga subì un'accelerazione, vista l'enfasi data dal regime alle bonifiche e al miglioramento della produttività in agricoltura. Questa nuova priorità fu intuita dallo stesso Pietro Cidonio che nel 1924, poco dopo la presa del potere del fascismo, si defilò dall'iniziativa ferroviaria, chiedendo al comune di Avezzano la restituzione del proprio progetto: un gesto che simboleggia il definitivo epilogo del progetto della ferrovia del Salto.
I lavori per la diga del Salto ebbero inizio nel 1936 e si conclusero nel 1939. Fu questo evento che mise la definitiva pietra tombale sul progetto della ferrovia Rieti-Avezzano: infatti la diga diede origine al lago del Salto che allagò buona parte dell'omonima valle, sommergendo non solo campagne, strade e centri abitati, ma anche il sedime dove sarebbe dovuta passare la linea ferroviaria. Una sua riproposizione con tracciato diverso sarebbe stata ugualmente improponibile perché il territorio ai bordi del lago presentava un'orografia montuosa (al contrario di quella pianeggiante del fondovalle sommerso), e pertanto avrebbe comportato difficoltà tecniche notevoli e costi esorbitanti per la continua necessità di tunnel e viadotti. Da allora, infatti, la costruzione della ferrovia non è mai più stata riproposta.
Negli anni successivi il corridoio Terni-Roccasecca ha visto effettivamente la sua realizzazione, ma in ambito stradale: infatti, a partire dagli anni Ottanta, venne realizzata una strada a scorrimento veloce detta "superstrada Rieti-Torano" (statale 578), opera notevole ed ingegneristicamente complessa, che ha realizzato infine il collegamento veloce tra Rieti e Avezzano auspicato sin dall'Ottocento. Insieme alle superstrade Rieti-Terni e Avezzano-Sora, la Rieti-Torano costituisce un corridoio stradale quasi identico a quello della progettata ferrovia Terni-Ceprano, che come quest'ultima ha preso il nome di "dorsale appenninica".

## Percorso
La linea si sarebbe diramata dalla Terni-Rieti-L'Aquila-Sulmona poco dopo Rieti, avrebbe percorso la valle del Salto addentrandosi nella regione del Cicolano, e infine avrebbe raggiunto Avezzano.

### Progetto Losi del 1864
Fu realizzato dall'ingegnere del genio civile Gioacchino Losi nel 1864, su commissione del governo Italiano. Relativo al solo tratto Terni-Magliano de' Marsi, per il tratto Rieti-Avezzano prevedeva una lunghezza di 68+200 km e un costo di 63 milioni di lire. Il tratto di valico delle Marmore fu in seguito giudicato tecnicamente ineseguibile.

### Progetto Lowinger del 1869
Fu realizzato nel 1869 dall'ingegner Lowinger nell'ambito della richiesta di concessione della linea del Salto avanzata dalla società inglese che rappresentava. Prevedeva l'uso del sistema Fell per il valico delle Marmore.

### Progetti relativi ad altri tronchi
Per gli altri tronchi della dorsale Terni-Ceprano si erano succeduti, inoltre, i seguenti progetti:
- Per il tratto Magliano de' Marsi - Rocca d'Arce: progetto società Talabot[20]
- Per il tratto Terni - Rieti:
  - Progetto Mitchel, in seguito giudicato ineseguibile[26]
  - Progetto Fiorenzi, in seguito giudicato ineseguibile[26]
  - Progetto Storari-Vincentini,[20] in seguito giudicato ineseguibile[26]
  - Progetto Maranesi[26]
  - Progetto Coriolano Monti, 1874[26]

### Progetto Cerroti-Coletti del 1874
| Head station |

| Station on track |

| Station on track |

| Station on track |

| End station |

Fu realizzato dal generale Filippo Cerroti coaudivato dall'ingegnere ternano Ottavio Coletti. Il Cerroti vi iniziò a lavorare alla fine del 1869 usando come base il progetto realizzato in precedenza da Coletti per il solo tratto Terni-Rieti. Fu completato nel 1874 e presentato al consiglio superiore dei Lavori Pubblici nel 1875.

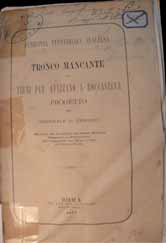
Frontespizio del progetto Cerroti
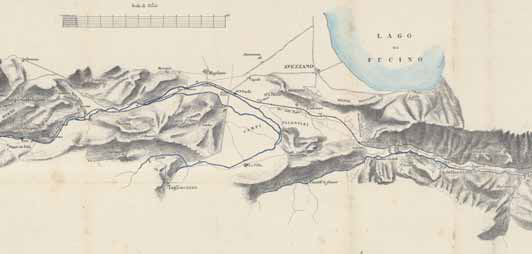
Dettaglio della planimetria in corrispondenza di Avezzano

### Progetto Amici del 1908
| Continuation backward |

| Station on track |

|  | Unknown route-map component "ABZgl" | Unknown route-map component "CONTfq" |

| Stop on track |

| Stop on track |

| Station on track |

| Station on track |

| Station on track |

| Stop on track |

| Stop on track |

| Station on track |

| Station on track |

| Station on track |

|  | Unknown route-map component "CONTgq" | Unknown route-map component "ABZg+r" |  |  |

|  | Unknown route-map component "CONTgq" | Unknown route-map component "ABZg+r" |  |  |

| Station on track |

| Continuation forward |

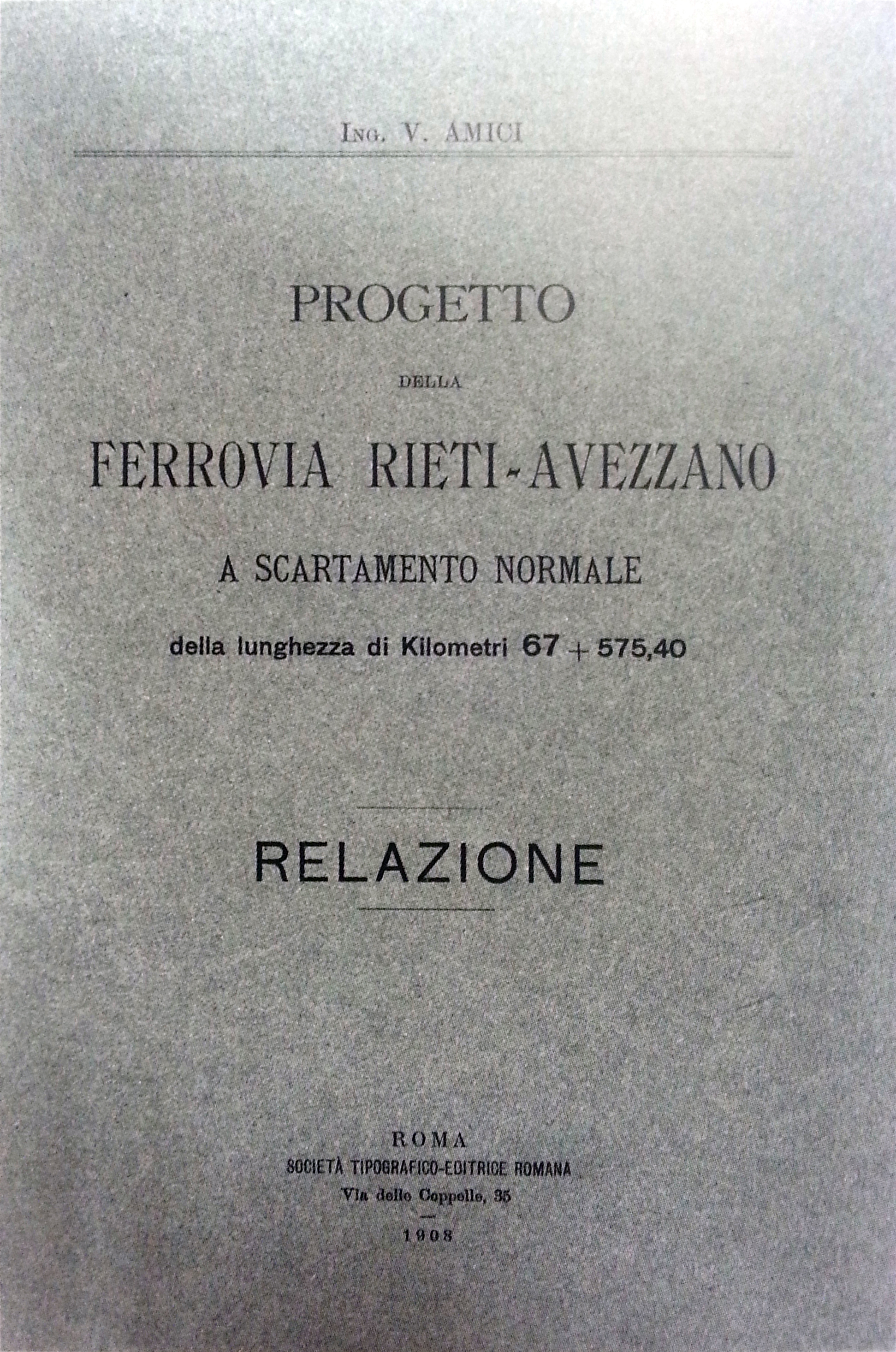
Frontespizio del progetto Amici

Fu realizzato nel 1908 dall'ingegnere ascolano Venceslao Amici e successivamente approvato dal consiglio superiore dei Lavori Pubblici.
Prevedeva una linea lunga 67+575,40 km.

La linea avrebbe richiesto 15 gallerie lunghe complessivamente 4,3 km, un ponte metallico di 35 metri sul Velino e 24 ponti metallici di 16,5 metri per gli attraversamenti del Salto.

### Progetto Cidonio del 1922
| Continuation backward |

| Station on track |

| Unknown route-map component "eHST" |

|  | Unknown route-map component "xABZgl" | Unknown route-map component "CONTfq" |

| Unknown route-map component "exTUNNEL1" |

| Unknown route-map component "exLBHF" |

| Unknown route-map component "exLBHF" |

| Unknown route-map component "exTUNNEL2" |

| Unknown route-map component "exTUNNEL1" |

| Unknown route-map component "exTUNNEL1" |

| Unknown route-map component "exTUNNEL2" |

| Unknown route-map component "exTUNNEL2" |

| Unknown route-map component "exTUNNEL1" |

| Unknown route-map component "exTUNNEL1" |

| Unknown route-map component "exLSTR" |

| Unknown route-map component "exTUNNEL2" |

| Unknown route-map component "exTUNNEL2" |

| Unknown route-map component "exLBHF" |

| Unknown route-map component "exLSTR" |

| Unknown route-map component "exTUNNEL2" |

| Unknown route-map component "exLSTR" |

| Unknown route-map component "exLBHF" |

| Unknown route-map component "exTUNNEL2" |

| Unknown route-map component "exTUNNEL1" |

| Unknown route-map component "exWBRÜCKE1" |

| Unknown route-map component "exTUNNEL2" |

| Unknown route-map component "exLSTR" |

| Unknown route-map component "exTUNNEL1" |

| Unknown route-map component "exWBRÜCKE1" |

| Unknown route-map component "exLBHF" |

| Unknown route-map component "exWBRÜCKE1" |

| Unknown route-map component "exLBHF" |

| Unknown route-map component "exLBHF" |

| Unknown route-map component "exWBRÜCKE1" |

| Unknown route-map component "exLSTR" + Unknown route-map component "GRZq" |

| Unknown route-map component "exLSTR" |

| Unknown route-map component "exWBRÜCKE1" |

| Unknown route-map component "exWBRÜCKE1" |

| Unknown route-map component "exWBRÜCKE1" |

| Unknown route-map component "exLBHF" |

| Unknown route-map component "exLBHF" |

|  | Unknown route-map component "CONTgq" | Unknown route-map component "xABZg+r" |  |  |

|  | Unknown route-map component "CONTgq" | Unknown route-map component "ABZg+r" |  |  |

| Station on track |

| Continuation forward |

Fu realizzato nel 1922 dall'impresa edile Pietro Cidonio S.p.A. Gli elaborati del progetto sono tuttora conservati presso l'archivio storico del comune di Avezzano.
Il progetto prevedeva una ferrovia dotata di trazione elettrica della lunghezza di 63+964 km di nuova costruzione, a cui andavano aggiunti i primi 6,650 km lato Rieti, dove il tracciato era in comune con la ferrovia Terni-L'Aquila e non si contemplava la costruzione di un binario indipendente.
Prevedeva 18 gallerie lunghe complessivamente 4,9 km, un ponte metallico di 30 metri sul Velino, dieci ponti metallici sul Salto (due da 30 metri, cinque da 25 metri e tre da 20 metri), e un viadotto in muratura a dieci luci di 12 metri nelle gole di Macchiatimone.
Il progetto recepiva una critica avanzata al progetto Amici, che sosteneva la necessità di dare maggiore centralità a Cittaducale, capoluogo del circondario in cui era compresa la valle del Salto; per tale ragione era prevista l'istituzione di una nuova fermata denominata "Santa Rufina", che sarebbe sorta in aperta campagna ma avrebbe almeno accorciato la distanza richiesta ai civitesi per accedere alla ferrovia del Salto.